# My Prerogative
"My Prerogative"는 보비 브라운의 노래이다.

## 브리트니 스피어스 버전
"My Prerogative"는 미국의 가수 브리트니 스피어스의 베스트 음반 Greatest Hits: My Prerogative의 싱글이다. 이 노래는 바비 브라운의 동명의 노래를 리메이크한 것이다.

### 트랙리스트
- CD 싱글

1. "My Prerogative" – 3:34
2. "My Prerogative" (X-Press 2 Vocal Mix) – 7:19

- Maxi 싱글

1. "My Prerogative" – 3:34
2. "My Prerogative" (Instrumental) – 3:34
3. "My Prerogative" (X-Press 2 Vocal Mix) – 7:19
4. "My Prerogative" (Armand Van Helden Remix) – 7:34
5. "My Prerogative" (X-Press 2 Dub) – 7:19